# Jun’ichirō Ōkuchi
Jun’ichirō Ōkuchi bzw. Junichiro Ohkuchi (jap. 大口 純一郎, Ōkuchi Jun’ichirō; * um 1955) ist ein japanischer Jazzpianist.
Junichiro Ohkuchi spielte ab den 1970er-Jahren in der japanischen Jazzszene u. a. mit Tomoki Takahashi (Another Soil (1980), u. a. mit Elvin Jones und Shigeharu Mukai). In den 90er-Jahren gehörte er u. a. dem Kōsuke Mine Quintett (Major to Minor, Verva, 1990) und dem Yoshio Otomo Quartett (Oh Friends, 1997) an; ferner war als Arrangeur für die Sängerin Tokiko Kato tätig.  Ab 2009 arbeitete er mit der Flötistin Noriko Kojima, an deren Alben Lush Life und Songs for My Sake er mitwirkte; 2015 begleitete er die Sängerin Mariko Kajiwara (Pitter Patter). Im Trio mit Yasushi Yoneki (Kontrabass) und Tamaya Honda (Schlagzeug) spielte Ohkuchi zuletzt das Album Invisible ein, mit Coverversionen bekannter Jazzkompositionen wie „Let’s Call This“, „Miles Ahead“ oder „Time Remembered“.